# Irredentismo italiano
- Istria-Venecia Julia (ahora en Eslovenia y Croacia)
- Dalmacia (Croacia y Montenegro)
- Islas Jónicas y el Dodecaneso (Grecia)
- Malta (Malta)
- Córcega, Niza y Saboya (Francia)
- Suiza Italiana (Suiza)
- Islas de la Galita y Querquenes (Túnez)
- Vlorë con el Cabo Linguetta y la Isla de Sazan (Albania)
- San Marino (San Marino)

Mapa de las regiones irredentas italianas después de la Primera Guerra Mundial. Mussolini consideró irredentas también a Saboya en Francia y Corfú en Grecia. Tierras irredentas:

La Italia irredenta (‘Italia no rescatada’) fue un movimiento de opinión activo en Italia a finales del siglo XIX que surgió a raíz de la unificación de Italia. Predicaba la anexión al nuevo Estado italiano de otros territorios limítrofes o próximos por razones lingüísticas, culturales o históricas, para que Italia alcanzara —según los irredentistas— sus "fronteras naturales".

## Historia
El irredentismo, ligado al Risorgimento, se organizó en la Associazione in pro dell'Italia irredenta en 1877. La formación de la Triple Alianza (1882), que consagraba la alianza austroitaliana, la convirtió en un movimiento de oposición; el comité "Trento y Trieste" y la sociedad "Dante Alighieri" fueron perseguidas por Francesco Crispi (1890).
El movimiento tomó nueva extensión a principios del siglo XX, cuando agrupó a los patriotas de derecha (D'Annunzio, Corradini) y a los socialistas (Battisti); entonces provocó graves disturbios en Trieste (1913). El irredentismo explica la entrada de Italia en la Primera Guerra Mundial contra los Imperios Centrales (mayo de 1915) producto de los acuerdos con Francia (1900, 1912), la disolución momentánea de la Triple Alianza y el tratado secreto firmado en Londres (abril de 1915). De esta manera Italia obtiene la promesa de obtener el Trentino, Istria y Dalmacia.
El irredentismo reapareció debido a la oposición del Presidente estadounidense Wilson a la completa incorporación de estos territorios a soberanía italiana. Por esta razón D'Annunzio ocupó Fiume con sus arditi (en septiembre de 1919). Los fascistas hicieron suyos sus objetivos, que Mussolini esperaba conseguir con una pacífica revisión de los tratados; después de su fracaso y la oposición francesa a la guerra de Etiopía, precisó sus reivindicaciones con respecto a Francia (Niza, Saboya, Córcega, Túnez) a finales de 1938, prefacio de la declaración de guerra (10 de junio de 1940).
El asunto de Trieste hizo revivir durante un tiempo (1947-1954) el irredentismo italiano. Actualmente existen algunas organizaciones que promueven el regreso a Italia de Istria noroccidental (ex TLT).

## Etapas
Hubo dos etapas en el irredentismo italiano: la moderada y la agresiva. La primera, que estaba relacionada con el Risorgimento, deseaba el regreso y la unión a Italia de territorios poblados en su mayoría por italianos —con la excepción de Dalmacia—, proceso que finalizó en 1924.
La etapa agresiva es la que se impuso con el Fascismo después de 1922 y que quiso anexionar al Reino de Italia todo territorio donde existían minorías italianas, o habían existido poblaciones italianas, como en el caso de Saboya y Corfú.
Los primeros logros del movimiento irredentista (que costaron la vida a muchos irredentistas, como Nazario Sauro), tuvieron lugar al finalizar la Primera Guerra Mundial con la anexión de los territorios austríacos del Trentino, Alto Adigio, Trieste, Gorizia y Zara (Zadar en croata), y en 1924 el Estado libre de Fiume (Rijeka en croata). Fue la llamada Cuestión Adriática.
Posteriormente las reivindicaciones irredentistas fueron encauzadas por el fascismo italiano y durante la Segunda Guerra Mundial. Italia se anexionó de Francia: Córcega, Niza y Saboya, del Reino de Yugoslavia: gran parte de Dalmacia, y del Reino de Grecia: las islas Jónicas como Corfú.
Otros territorios reivindicados por el irredentismo italiano han sido la Suiza Italiana compuesta por el Cantón del Tesino y parte del Cantón de los Grisones en Suiza, la isla de Malta y el Principado de Mónaco. Un caso aparte fue Albania, donde fueron ubicados unos 120 000 colonos italianos con miras a italianizar este territorio incorporado a Italia a través del rey Víctor Manuel III). Italia desde 1918 poseía la pequeña isla albanesa de Saseno.
Mussolini también quiso anexionar a Italia el norte de la costa de Libia y Túnez, donde vivían muchos italianos como colonos (creando la Gran Italia).

## Datos geográficos
En la siguiente tabla se detalla la extensión y población (actual) de los territorios que fueron reivindicados por el irredentismo italiano.
| Municipio                      | Extensión km² | Población | Capital     |
| ------------------------------ | ------------- | --------- | ----------- |
| Dubrovnik-Neretva (Ragusa)     | 1782          | 122 870   | Ragusa      |
| Istria                         | 2820          | 206 344   | Pola        |
| Primorje-Gorski Kotar          | 3582          | 305 505   | Fiume       |
| Sibenik-Knik (Sebenico)        | 2994          | 112 891   | Sebenico    |
| Split-Dalmacia (Spalato)       | 4534          | 463 676   | Spalato     |
| Zadar (Zara)                   | 3642          | 200 936   | Zara        |
| Total territorio de Croacia    | 19 354        | 1 412 222 | -           |
| Goriška                        | 2325          | 119 628   | Gorizia     |
| Obalno-kraška                  | 1044          | 105 029   |             |
| Total territorio de Eslovenia  | 3369          | 224 657   | -           |
| Alta Córcega                   | 4666          | 141 603   | Bastia      |
| Alta Saboya                    | 4388          | 631 679   | Annecy      |
| Alpes Marítimos                | 4299          | 1 011 326 | Niza        |
| Córcega del Sur                | 4014          | 118 593   | Ajaccio     |
| Saboya                         | 6028          | 373 258   | Chambéry    |
| Total territorio de Francia    | 23 395        | 2 149 459 | -           |
| Islas Jónicas                  | 2307          | 220 097   | Corfú       |
| Total territorio de Grecia     | 2307          | 220 097   | -           |
| Malta                          | 316           | 400 214   | La Valeta   |
| República de Malta             | 316           | 400 214   | La Valeta   |
| Mónaco                         | 2             | 32 409    | Mónaco      |
| Principado de Mónaco           | 2             | 32 409    | Mónaco      |
| Budva (Budua)                  | 122           | 15 909    | Budva       |
| Herceg Novi (Castelnuovo)      | 235           | 33 034    | Herceg Novi |
| Kotor (Cattaro)                | 335           | 22 947    | Cattaro     |
| Tivat (Teodo)                  | 46            | 13 630    | Tivat       |
| Total territorio de Montenegro | 738           | 85 520    | -           |
| Tesino                         | 2812          | 319 800   | Bellinzona  |
| Total territorio de Suiza      | 2812          | 319 800   | -           |
| Total                          | 52 293        | 4 844 378 | -           |

## Italianos en las "Tierras irredentas"

El Reino de Italia, colonias y protectorados militares italianos durante la Segunda Guerra Mundial como parte del proyecto del Imperio Colonial Italiano diseñado por Mussolini.

La presencia de muchas decenas de miles de Italianos en las "Tierras irredentas" fue una de las razones principales para la política exterior expansionista de Mussolini. El Fascismo durante la Segunda Guerra Mundial trató de realizar una Italia "imperial" que incluyera todas las comunidades italianas de los países alrededor del Reino de Italia.
El siguiente es el elenco de esas comunidades en 1940 con el número de italianos en cada una:
- Cantón Tesino (Suiza): 430 000
- Libia: 150 000
- Túnez: casi 120 000
- Malta (Malta): 200 000
- Dalmacia (Yugoslavia): 60 000
- Córcega: 200 000
- Albania: 33 000
- Dodecaneso (Grecia): 7 015
- Condado de Niza: 4000-9000
- Islas Jónicas, Corfú (Grecia): 2000
- Saboya: algunos centenares